# Stella Piteira Santos
Maria Stella Bicker Correia Ribeiro Piteira Santos (Portimão, Portimão, 1 de junho de 1917 — Lisboa, 22 de janeiro de 2009), também conhecida como Stella Piteira Santos, Stella Correia Ribeiro e Stella Fiadeiro, foi uma militante política e activista antifascista portuguesa. Presa e torturada pela PIDE em Lisboa, posteriormente exíliou-se com Fernando Piteira Santos, na Argélia, de onde ajudou a transmitir vários programas radiofónicos de oposição ao regime do Estado Novo, através da emissora Rádio Voz da Liberdade, com o poeta e político Manuel Alegre.

## Biografia

### Juventude e formação
Nascida a 1 de junho de 1917 na freguesia e concelho de Portimão, e registada sob o nome Maria Stella Bicker Correia Ribeiro, era filha de Maria do Carmo Bicker Alves Correia Ribeiro, natural de Lagoa, e de João Garcia Correia Ribeiro, também natural de Lagoa, médico militar que participou na revolução de 5 de Outubro de 1910 e que se encontrava à época do seu nascimento em Flandres, durante a participação de Portugal na Primeira Guerra Mundial, tornando-se mais tarde advogado. Proveniente de uma família da burguesia algarvia, tanto Stella como a sua irmã Maria Manuela, inicialmente frequentaram o ensino em casa, apreendendo a ler, escrever e a falar vários idiomas, incluindo alemão, com as suas tutoras. Mais tarde, fixando-se com os seus pais em Lisboa, ingressou durante três anos na Escola Alemã de Lisboa e depois no Colégio das Doroteias em Sintra, onde recebeu um diploma convencional de educação religiosa portuguesa.

### Casamento
A 15 de dezembro de 1934, com apenas 17 anos, antes de terminar os seus estudos, casou primeira vez civilmente, em Lisboa, com Inácio Barradas da Silva Fiadeiro, estudante de Direito e militante comunista, então de 21 anos, natural da freguesia da Sé em Évora, filho de José da Silva Fiadeiro, natural da Covilhã (freguesia da Conceição), e de Maria de Jesus Barradas Fiadeiro, natural de Alter do Chão (freguesia de Seda). Do seu casamento nasceram dois filhos, António Fiadeiro, que era afilhado de Álvaro Cunhal e assim nomeado em homenagem a Francisco de Paula Oliveira, conhecido como Pável, cujo pseudónimo era António Bugio, e Maria Antónia Fiadeiro, que era afilhada de Fernando Piteira Santos.

### Activismo político
Após se casar, Stella Fiadeiro iniciou-se no activismo político, feminista e de oposição à ditadura do Estado Novo em 1934, começando por prestar apoio ao seu núcleo de amigos pertencente ao Partido Comunista Português (PCP), nomeadamente na dactilografia de actas e sínteses de reuniões do topo do partido ou ainda na rede de transporte e entrega de artigos e textos originais para a imprensa clandestina portuguesa. Durante o mesmo período, foi uma das primeiras associadas da Associação Feminina Portuguesa para a Paz (AFPP), tendo os seus conhecimentos de alemão revelado-se muito úteis, anos mais tarde, durante a Segunda Guerra Mundial, quando ajudou inúmeros refugiados judeus, sobretudo da Alemanha, a viajar para Lisboa e realoja-los, para além de travar correspondência com outras organizações internacionais, como a Cruz Vermelha, que distribuíam os mantimentos e medicamentos angariados pela associação portuguesa para as zonas devastadas pela guerra.
Juntou-se também ao seu marido e a outros membros do PCP em maio de 1938, na organização da fuga do seu amigo e secretário-geral da Juventude Comunista (JC), Francisco de Paula Oliveira, da enfermaria da cadeia de Aljube, onde fora internado por estar gravemente doente. Após o golpe bem sucedido, o casal escondeu Francisco de Paula Oliveira em sua casa, antes de este seguir para Paris e eventualmente se exilar no México, onde adoptou o nome António Rodriguez, após ter sido injustamente acusado de ter fugido em conivência com a PIDE e, consequentemente, ser afastado do partido.

### Divórcio e segundo casamento
A 22 de julho de 1946, Stella e Inácio Fiadeiro divorciaram-se litigiosamente. Após o divórcio, começou a desempenhando vários cargos para diferentes empresas alemãs com filiais em Lisboa, nomeadamente como secretária bilingue executiva na Siemens, ingressou no Conselho Nacional das Mulheres Portuguesas (CNMP), dirigido pela escritora e jornalista Maria Lamas, até ao seu encerramento forçado pelo Estado Novo em 1947, e começou a prestar apoio às famílias dos presos políticos portugueses.
A 7 de fevereiro de 1948, casou segunda vez civilmente, em Lisboa, com o jornalista e militante comunista Fernando Piteira Santos, dois meses após este ter saído da prisão. Contudo, o período de lua de mel pouco durou, sendo o casal obrigado a viver separado durante longos períodos, devido ao facto de o seu marido ser procurado pela PVDE e posteriomente pela PIDE. Utilizando a rede clandestina do Partido Comunista Português, Fernando Piteira Santos permaneceu escondido durante anos, enquanto todos os passos de Stella Piteira Santos eram vigiados, recebendo muito raramente alguns telefonemas do seu marido, que duravam poucos segundos, dando-lhe notícias de que estava vivo mas sem mais informações.
Em 1952, após vários desentendimentos com vários membros do partido, Fernando Piteira Santos foi expulso, sendo considerado um "traidor" pelas suas opiniões sobre a democratização do partido. Inevitavelmente, as críticas também recaíram sobre Stella Piteira Santos, que apesar de se ter afastado do partido, nunca os perdoando pelas ofensas proferidas contra o casal, continuou a trabalhar em várias iniciativas de oposição ao Estado Novo.
Sem o apoio da rede clandestina, em agosto de 1961, o seu marido, que então militava na Junta Patriótica de Libertação Nacional, foi preso pela terceira vez, cumprindo uma pena de quatro meses na prisão de Peniche.

### Prisão e tortura
Poucos meses depois, na véspera de Ano Novo de 1961, cerca de 20 soldados e civis, incluindo Fernando Piteira Santos, invadiram o quartel do exército de Beja, num ataque em apoio ao militar e líder da oposição Humberto Delgado, que regressara de Marrocos. Seguindo um percurso complexo até Beja para evitar a sua detecção, Humberto Delgado foi conduzido parte do caminho por Stella Piteira Santos e depois por Adolfo Ayala, contudo a tentativa de golpe civil e militar denominada Revolta de Beja fracassou. Após ajudar o marido a escapar à prisão após o golpe, fugindo pelo telhado, um mês e meio depois, sem notícias sobre o seu paradeiro, durante a noite, Stella Piteira Santos recebeu um telefonema anónimo de uma mulher a dar conta que o seu marido havia sido preso. Sem certezas de que se tratava de uma cilada, uma provocação ou um facto, a activista cuidadosamente realizou três telefonemas, um para Mário Soares e os outros para Francisco Lyon de Castro e João Sá da Costa, todos companheiros da luta antifascista, procurando saber mais mas sem que revelassem o verdadeiro paradeiro do seu marido. Frustrados por não obterem uma pista concreta sobre o paradeiro de Fernando Piteira Santos, Stella foi detida na manhã de 15 de fevereiro de 1962 pela PIDE, sendo depois mantida e torturada na prisão de Caxias durante quase dois meses, onde partilhou cela com Alda Nogueira, Sofia Ferreira e Cândida Ventura, ex-mulher de Fernando Piteira Santos.
Depois de ser libertada sob fiança, regressou ao seu trabalho e à sua vida quotidiana, contudo, sentido-se constantemente perseguida e vigiada, começou a delinear o seu plano de fuga. Aproveitando o casamento do seu filho mais velho em Londres, Stella falsificou a assinatura do seu marido, visto à época uma mulher não poder sair do país sem um documento confirmado pelo notário que comprovasse a expressa autorização do seu cônjuge, e apelou ao ministro do Interior por uma excepção para sair e regressar ao país. Sabendo que estaria sob apertada vigilância, após conseguir a licença do ministério, viajou e regressou a Portugal, comprovando que havia cumprido com o prometido, esperando assim que o cerco cessasse por algum tempo. Ao mesmo tempo, ainda quando estava presa em Caxias, travou amizade com uma mulher que lhe enviava bolos, passando depois a frequentar a sua casa. Desconfiada de que a dita "amiga" fosse uma infiltrada a mando da PIDE, que tentava descobrir o paradeiro do seu marido ou se esta planeava fugir, em setembro desse mesmo ano, Stella marcou almoço com a mulher para a semana seguinte, tal como era hábito, partindo, dias antes, num sábado de noite, rumo à fronteira do Caia, num carro-caravana conduzido pelo casal Lyon de Castro, onde apresentou um documento falsificado que a autorizava a viajar com o casal amigo.

### Exílio
Deixando o país clandestinamente, na fronteira entre Espanha e França, Stella Piteira Santos despediu-se dos seus companheiros de viagem e prosseguiu de comboio até chegar finalmente a Paris, onde se encontrou dois meses depois com seu marido, que havia fugido para Marrocos de barco pouco após a apreensão de sua esposa. Durante a sua estadia em terras francófonas, o casal participou na fundação da Frente Patriótica de Libertação Nacional (FPLN).
Exilando-se em Argel, após lhes terem sido oferecidas condições de permanência pelo governo de Ben Bella, Stella Piteira Santos trabalhou como funcionária do Ministério de Turismo da Argélia e tornou-se na primeira locutora feminina da Rádio Voz da Liberdade, criada em 1963 nas instalações na Rádio Argel, sob a direcção do poeta e político Manuel Alegre, com o objectivo de transmitir campanhas para a libertação dos presos políticos, dados sobre a guerra colonial e outras notícias sem qualquer censura para Portugal e as colónias portuguesas em África. Trabalhando na rádio até 1974, Stella ficou na memória de muitos portugueses pelas palavras que sempre dizia ao começar a sua emissão: “Amigos, companheiros e camaradas, daqui fala a Rádio Voz da Liberdade, em nome da Frente Patriótica de Libertação Nacional”.
Com a Revolução dos Cravos de 1974, Stella e Fernando Piteira Santos regressaram a Portugal a 2 de maio desse mesmo ano, após viverem 12 anos em exílio, participando nos anos seguintes em diversas iniciativas e conferências públicas sobre o panorama político nacional e a luta anti-fascista.
Após a morte do seu marido em 1992, Stella prosseguiu com o seu activismo não só a nível nacional como internacional, cuidou da memória do seu companheiro de vida, oferecendo vários documentos para memória futura ao Centro 25 de Abril da Universidade de Coimbra e deu várias entrevistas e depoimentos sobre a sua vida e experiência, vindo somente a cessar as suas actividades quando a sua saúde começou a ficar bastante debilitada, devido a um enfisema pulmonar.

### Morte
Stella Piteira Santos faleceu com 91 anos, a 22 de janeiro de 2009, em Lisboa, após um mês em internamento nos cuidados intensivos. O velório realizou-se no Palácio Galveias, seguindo depois em cortejo fúnebre para o Cemitério do Alto de São João, onde foi cremada.

## Homenagens e legado
- A 9 de junho de 2000, foi agraciada com o grau de Comendador da Ordem da Liberdade pelo Presidente da República Jorge Sampaio.[22]
- A 24 de janeiro de 2009, foi aprovado um voto de pesar pelo falecimento de Stella Piteira Santos, sendo-lhe dedicada uma breve homenagem, seguida de um minuto de silêncio, na sessão parlamentar da Assembleia da República, por iniciativa de Manuel Alegre. [23]
- A 20 de julho de 2023, foi agraciada, a título póstumo, com o grau de Grande-Oficial da Ordem da Liberdade pelo Presidente da República Marcelo Rebelo de Sousa.[22]

## Ligações Externas
- RTP | Série Documental Mulheres na Resistência: Stella Piteira Santos (2021)
- Arquivos RTP | Documentário Os Clandestinos (2000)